# Lista planetelor minore/168201–168300
Aceasta este Lista planetelor minore/168201–168300; pentru a naviga prin lista completă vezi Lista planetelor minore.
Pentru ale detalii vezi și Proiect:Astronomie sau Portal:Astronomie.
| Nume     | Denumire provizorie | Data descoperirii  | Locul descoperirii   | Descoperitor(i)                                        |
| -------- | ------------------- | ------------------ | -------------------- | ------------------------------------------------------ |
| 168201 - | 2006 JJ23           | 3 mai 2006         | Mount Lemmon         | Mount Lemmon Survey⁠(d)                                 |
| 168202 - | 2006 JP26           | 5 mai 2006         | Reedy Creek          | J. Broughton⁠(d)                                        |
| 168203 - | 2006 JB27           | 5 mai 2006         | Piszkéstető⁠(d)       | K. Sárneczky⁠(d)                                        |
| 168204 - | 2006 JP27           | 1 mai 2006         | Socorro              | LINEAR                                                 |
| 168205 - | 2006 JE28           | 3 mai 2006         | Kitt Peak            | Spacewatch                                             |
| 168206 - | 2006 JH29           | 3 mai 2006         | Kitt Peak            | Spacewatch                                             |
| 168207 - | 2006 JK29           | 3 mai 2006         | Kitt Peak            | Spacewatch                                             |
| 168208 - | 2006 JH30           | 3 mai 2006         | Kitt Peak            | Spacewatch                                             |
| 168209 - | 2006 JP30           | 3 mai 2006         | Kitt Peak            | Spacewatch                                             |
| 168210 - | 2006 JW37           | 5 mai 2006         | Anderson Mesa        | LONEOS                                                 |
| 168211 - | 2006 JF39           | 6 mai 2006         | Mount Lemmon         | Mount Lemmon Survey⁠(d)                                 |
| 168212 - | 2006 JJ43           | 5 mai 2006         | Kitt Peak            | Spacewatch                                             |
| 168213 - | 2006 JE45           | 7 mai 2006         | Mount Lemmon         | Mount Lemmon Survey⁠(d)                                 |
| 168214 - | 2006 JO46           | 7 mai 2006         | Kitt Peak            | Spacewatch                                             |
| 168215 - | 2006 JF47           | 10 mai 2006        | Palomar              | NEAT                                                   |
| 168216 - | 2006 JS48           | 8 mai 2006         | Siding Spring        | SSS                                                    |
| 168217 - | 2006 JH53           | 6 mai 2006         | Mount Lemmon         | Mount Lemmon Survey⁠(d)                                 |
| 168218 - | 2006 JV54           | 8 mai 2006         | Mount Lemmon         | Mount Lemmon Survey                                    |
| 168219 - | 2006 JK55           | 9 mai 2006         | Mount Lemmon         | Mount Lemmon Survey                                    |
| 168220 - | 2006 JQ57           | 8 mai 2006         | Mount Lemmon         | Mount Lemmon Survey                                    |
| 168221 - | 2006 JO60           | 1 mai 2006         | Kitt Peak            | M. W. Buie⁠(d)                                          |
| 168222 - | 2006 KU             | 18 mai 2006        | Palomar              | NEAT                                                   |
| 168223 - | 2006 KY1            | 16 mai 2006        | Palomar              | NEAT                                                   |
| 168224 - | 2006 KA7            | 19 mai 2006        | Mount Lemmon         | Mount Lemmon Survey⁠(d)                                 |
| 168225 - | 2006 KV10           | 19 mai 2006        | Mount Lemmon         | Mount Lemmon Survey                                    |
| 168226 - | 2006 KH15           | 20 mai 2006        | Mount Lemmon         | Mount Lemmon Survey                                    |
| 168227 - | 2006 KQ27           | 20 mai 2006        | Kitt Peak            | Spacewatch                                             |
| 168228 - | 2006 KA32           | 20 mai 2006        | Kitt Peak            | Spacewatch                                             |
| 168229 - | 2006 KH35           | 20 mai 2006        | Kitt Peak            | Spacewatch                                             |
| 168230 - | 2006 KV39           | 23 mai 2006        | Siding Spring        | SSS                                                    |
| 168231 - | 2006 KK40           | 18 mai 2006        | Palomar              | NEAT                                                   |
| 168232 - | 2006 KO41           | 19 mai 2006        | Palomar              | NEAT                                                   |
| 168233 - | 2006 KC44           | 21 mai 2006        | Kitt Peak            | Spacewatch                                             |
| 168234 - | 2006 KX67           | 25 mai 2006        | Lulin Observatory⁠(d) | Q.-z. Ye                                               |
| 168235 - | 2006 KZ72           | 23 mai 2006        | Kitt Peak            | Spacewatch                                             |
| 168236 - | 2006 KA80           | 25 mai 2006        | Mount Lemmon         | Mount Lemmon Survey⁠(d)                                 |
| 168237 - | 2006 KH80           | 25 mai 2006        | Mount Lemmon         | Mount Lemmon Survey                                    |
| 168238 - | 2006 KM80           | 25 mai 2006        | Mount Lemmon         | Mount Lemmon Survey                                    |
| 168239 - | 2006 KK82           | 25 mai 2006        | Mount Lemmon         | Mount Lemmon Survey                                    |
| 168240 - | 2006 KW84           | 24 mai 2006        | Palomar              | NEAT                                                   |
| 168241 - | 2006 KD86           | 21 mai 2006        | Catalina             | CSS                                                    |
| 168242 - | 2006 KO86           | 24 mai 2006        | Palomar              | NEAT                                                   |
| 168243 - | 2006 KB90           | 22 mai 2006        | Siding Spring        | SSS                                                    |
| 168244 - | 2006 KW98           | 26 mai 2006        | Socorro              | LINEAR                                                 |
| 168245 - | 2006 KX98           | 26 mai 2006        | Mount Lemmon         | Mount Lemmon Survey⁠(d)                                 |
| 168246 - | 2006 KF101          | 25 mai 2006        | Mount Lemmon         | Mount Lemmon Survey                                    |
| 168247 - | 2006 KA102          | 27 mai 2006        | Kitt Peak            | Spacewatch                                             |
| 168248 - | 2006 KC103          | 29 mai 2006        | Socorro              | LINEAR                                                 |
| 168249 - | 2006 KF105          | 28 mai 2006        | Kitt Peak            | Spacewatch                                             |
| 168250 - | 2006 KU109          | 31 mai 2006        | Mount Lemmon         | Mount Lemmon Survey⁠(d)                                 |
| 168251 - | 2006 KY121          | 30 mai 2006        | Siding Spring        | SSS                                                    |
| 168252 - | 2006 LA1            | 2 iunie 2006       | Hibiscus⁠(d)          | S. F. Hönig⁠(d), N. Teamo⁠(d)                            |
| 168253 - | 2006 LZ2            | 14 iunie 2006      | Palomar              | NEAT                                                   |
| 168254 - | 2006 LY3            | 15 iunie 2006      | Kitt Peak            | Spacewatch                                             |
| 168255 - | 2006 LO7            | 6 iunie 2006       | Siding Spring        | SSS                                                    |
| 168256 - | 2006 MY             | 16 iunie 2006      | Kitt Peak            | Spacewatch                                             |
| 168257 - | 2006 MF1            | 16 iunie 2006      | Kitt Peak            | Spacewatch                                             |
| 168258 - | 2006 MO3            | 16 iunie 2006      | Palomar              | NEAT                                                   |
| 168259 - | 2006 MM9            | 19 iunie 2006      | Kitt Peak            | Spacewatch                                             |
| 168260 - | 2006 NT             | 2 iulie 2006       | Eskridge             | Eskridge                                               |
| 168261 - | 2006 PW3            | 15 august 2006     | Suno                 | V. S. Casulli⁠(d)                                       |
| 168262 - | 2006 PJ27           | 12 august 2006     | Siding Spring        | SSS                                                    |
| 168263 - | 2006 PX36           | 12 august 2006     | Palomar              | NEAT                                                   |
| 168264 - | 2006 PO37           | 13 august 2006     | Palomar              | NEAT                                                   |
| 168265 - | 2006 QH37           | 16 august 2006     | Siding Spring        | SSS                                                    |
| 168266 - | 2006 QJ46           | 20 august 2006     | Palomar              | NEAT                                                   |
| 168267 - | 2006 SA353          | 30 septembrie 2006 | Catalina             | CSS                                                    |
| 168268 - | 2007 PQ1            | 5 august 2007      | Črni Vrh             | Črni Vrh                                               |
| 168269 - | 2007 PS1            | 5 august 2007      | Reedy Creek          | J. Broughton⁠(d)                                        |
| 168270 - | 2007 PY1            | 6 august 2007      | Great Shefford⁠(d)    | P. Birtwhistle⁠(d)                                      |
| 168271 - | 2007 PE6            | 8 august 2007      | Socorro              | LINEAR                                                 |
| 168272 - | 2007 PY7            | 10 august 2007     | Reedy Creek          | J. Broughton⁠(d)                                        |
| 168273 - | 2007 PJ16           | 8 august 2007      | Socorro              | LINEAR                                                 |
| 168274 - | 2007 PU16           | 8 august 2007      | Socorro              | LINEAR                                                 |
| 168275 - | 2007 PZ16           | 8 august 2007      | Socorro              | LINEAR                                                 |
| 168276 - | 2007 PS17           | 9 august 2007      | Socorro              | LINEAR                                                 |
| 168277 - | 2007 PP21           | 9 august 2007      | Socorro              | LINEAR                                                 |
| 168278 - | 2007 PJ29           | 9 august 2007      | Socorro              | LINEAR                                                 |
| 168279 - | 2007 PV32           | 9 august 2007      | Socorro              | LINEAR                                                 |
| 168280 - | 2007 QR5            | 18 august 2007     | Purple Mountain⁠(d)   | PMO NEO Survey Program⁠(d)                              |
| 168281 - | 2007 QM8            | 21 august 2007     | Anderson Mesa        | LONEOS                                                 |
| 168282 - | 2007 QU9            | 22 august 2007     | Socorro              | LINEAR                                                 |
| 168283 - | 2007 RR23           | 3 septembrie 2007  | Catalina             | CSS                                                    |
| 168284 - | 2007 RT36           | 8 septembrie 2007  | Anderson Mesa        | LONEOS                                                 |
| 168285 - | 2007 RZ77           | 10 septembrie 2007 | Mount Lemmon         | Mount Lemmon Survey⁠(d)                                 |
| 168286 - | 2007 RJ117          | 11 septembrie 2007 | Kitt Peak            | Spacewatch                                             |
| 168287 - | 2007 RG145          | 14 septembrie 2007 | Socorro              | LINEAR                                                 |
| 168288 - | 2007 RO210          | 11 septembrie 2007 | Kitt Peak            | Spacewatch                                             |
| 168289 - | 2007 SD             | 17 septembrie 2007 | RAS⁠(d)               | A. Lowe⁠(d)                                             |
| 168290 - | 2045 P-L            | 24 septembrie 1960 | Palomar              | C. J. van Houten, I. van Houten-Groeneveld, T. Gehrels |
| 168291 - | 3041 P-L            | 24 septembrie 1960 | Palomar              | C. J. van Houten, I. van Houten-Groeneveld, T. Gehrels |
| 168292 - | 4267 P-L            | 25 septembrie 1960 | Palomar              | C. J. van Houten, I. van Houten-Groeneveld, T. Gehrels |
| 168293 - | 4724 P-L            | 24 septembrie 1960 | Palomar              | C. J. van Houten, I. van Houten-Groeneveld, T. Gehrels |
| 168294 - | 4883 P-L            | 24 septembrie 1960 | Palomar              | C. J. van Houten, I. van Houten-Groeneveld, T. Gehrels |
| 168295 - | 6280 P-L            | 24 septembrie 1960 | Palomar              | C. J. van Houten, I. van Houten-Groeneveld, T. Gehrels |
| 168296 - | 6740 P-L            | 24 septembrie 1960 | Palomar              | C. J. van Houten, I. van Houten-Groeneveld, T. Gehrels |
| 168297 - | 7575 P-L            | 17 octombrie 1960  | Palomar              | C. J. van Houten, I. van Houten-Groeneveld, T. Gehrels |
| 168298 - | 3230 T-1            | 26 martie 1971     | Palomar              | C. J. van Houten, I. van Houten-Groeneveld, T. Gehrels |
| 168299 - | 1048 T-2            | 29 septembrie 1973 | Palomar              | C. J. van Houten, I. van Houten-Groeneveld, T. Gehrels |
| 168300 - | 1217 T-2            | 29 septembrie 1973 | Palomar              | C. J. van Houten, I. van Houten-Groeneveld, T. Gehrels |